# Quero ser tua
Quero ser tua (Como a lua é do luar) – singel portugalskiej piosenkarki Susany „Suzy” Guerry napisany przez Emanuela oraz wydany w 2014 roku.
W 2014 roku utwór reprezentował Portugalię w 59. Konkursie Piosenki Eurowizji organizowanym w Kopenhadze dzięki wygraniu w marcu finału krajowych eliminacji Festival Da Canção 2014, w którym zdobył łącznie 41.56% głosów telewidzów. Po wygraniu selekcji wielu fanów konkursu sprzeciwiło się wynikom i za pomocą internetowej petycji domagało się zmiany zwycięzcy na faworytkę, Catarinę Pereirę i jej utwór „Mea culpa”. Piosenkarce oraz jej ekipie zarzucano także manipulację głosami oraz korupcję.
W maju piosenka została zaprezentowana przez Suzy jako trzynasta w kolejności podczas pierwszego półfinału Konkursu Piosenki Eurowizji, w którym zajęła ostatecznie 11. miejsce z 39 punktami na koncie, przez co nie zakwalifikowała do finału. Do awansu zabrakło jej jednego punktu.